# 풍동도서관
풍동도서관은 경기도 고양시 일산동구 풍동에 있는 도서관이다.

## 연혁
- 2008년 10월 28일 고양시립풍동도서관 개관

## 시설현황
- 3층 : 종합자료실1, 사무실, 수서실
- 2층 : 종합자료실2, 어린이자료실, 휴게홀
- 1층 : 연속간행물실, 디지털자료실
- 지하1층 : 교양교실, 시청각실, 보존서고

## 이용 안내
이용 시간
- 열람실 : 하절기(3월~10월) 07:00 ~ 23:00 / 동절기(11월~2월) 08:00 ~ 23:00
- 어린이자료실, 연속간행물실(정기간행물실) : 매일(화~일) 09:00 ~ 18:00
- 디지털자료실(정보검색실), 종합자료실 : 화~금 09:00 ~ 22:00 / 토~일 09:00 ~ 18:00

휴관일
- 매주 월요일, 법정공휴일. 임시공휴일